# Frédérique Deghelt
Frédérique Deghelt, née à Bordeaux, est une romancière française vivant à Paris. Elle est également journaliste, réalisatrice de télévision, et est écrivaine à temps plein depuis 2009. 

## Biographie
Le chanteur François Deguelt était son oncle.
Elle a créé à partir de son livre réalisé avec la photographe Astrid di Crollalanza le projet Être beau qui modifie le regard porté sur le handicap. 

### Être beau
Pendant trois ans, Frédérique Deghelt, écrivain, et Astrid di Crollalanza, photographe, ont donné image et parole à ceux qui ne sont généralement pas représentables, pas audibles, et que nous[Qui ?] considérons trop souvent comme des êtres « étranges ».

## Romans
- Mistinguett, la valse renversante, Sauret, 1995  (ISBN 2850510203)
- La Vie d’une autre, Actes Sud, 2007, 2011 (ISBN 2330002564) porté au cinéma par Sylvie Testud : La Vie d'une autre (2012) avec Juliette Binoche et Mathieu Kassovitz. Le livre existe également en poche chez Babel  (ISBN 2330002572) et J'ai lu  (ISBN 2253125776)
- Je porte un enfant et dans mes yeux l'étreinte sublime qui l’a conçu, Actes Sud, avec les photos de Sylvie Singer Kergall, 2007  (ISBN 9782742767069)
- La Grand-mère de Jade, Actes Sud, 2009,  (ISBN 9782742780396)
- Le Cordon de soie, avec les photos de Sylvie Singer Kergall, Actes Sud, 2011  (ISBN 9782742787494)
- La Nonne et le Brigand, Actes Sud, 2011  (ISBN 9782742794713)
- Ma nuit d'amour, Actes Sud Junior, 2011  (ISBN 9782330000004)
- Un pur hasard, Les éditions du moteur, 2011  (ISBN 9782918602224)
- Cassée, Actes Sud, 2014  (ISBN 978-2-330-02757-5)
- Les Brumes de l’apparence, Actes Sud, 2014  (ISBN 978-2-330-03023-0)
- Le Voyage de Nina, Livre de Poche, 2014  (ISBN 978-2-253-17949-8)
- L'Œil du prince, J'ai lu, 2014  (ISBN 978-2-290-07217-2)
- Libertango, Actes Sud, 2016  (ISBN 978-2-330-06329-0)
- Agatha, Plon, 2017  (ISBN 978-2-259-24323-0)
- Mon corps est un murmure de toi qui danse, avec les photos de Sylvie Singer, Kergall, 2018  (ISBN 978-2290105313)
- Être Beau, avec les photos d'Astrid di Crollalanza, Stock, 2018  (ISBN 978-2234086296)
- Sankhara, Actes Sud, 2020  (ISBN 978-2-330-12994-1)
- Le Deauville intime de…, nouvelles, Mercure de France, 2020
- Celle qui fut moi, L'Observatoire, 2022, sélection du prix Marcel-Pagnol 2022[2]
- Sauvageries, Actes Sud, 2025

## Prix et distinction
- 2010, Prix Solidarité et Chronos pour La Grand-mère de Jade[3]
- 2015, Prix des lecteurs corréziens pour Les Brumes de l’apparence[4]
- 2016, Grand Prix de la ville de Vannes 2016  "Libertango"
- 2016,  14e Prix littéraire de la Ville au festival Livres & musiques de Deauville 2017 pour Libertango

## Collaboration
- Weepers Circus, N'importe où, hors du monde (2011). Il s'agit d'un livre-disque dans lequel participe une quarantaine d'invités aux titres d'auteurs ou d'interprètes : Frédérique Deghelt y signe un texte inédit (non mis en musique) consacré à sa propre interprétation de ce titre énigmatique de N'importe où, hors du monde.
- Participation à l'ouvrage collectif Nous sommes Charlie : 60 écrivains unis pour la liberté d'expression, Paris, Le Livre de poche no 33861, janvier 2015, p. 46-48.  (ISBN 978-2-253-08733-5) avec une texte titré Même les terroristes ont une mère….